# Плахти (Мазовецьке воєводство)
Плахти (пол. Płachty) — село в Польщі, у гміні Пйонки Радомського повіту Мазовецького воєводства.
Населення — 270 осіб (2011).

## Демографія
Демографічна структура станом на 31 березня 2011 року:
|          | Загалом | Допрацездатний вік | Працездатний вік | Постпрацездатний вік |
| -------- | ------- | ------------------ | ---------------- | -------------------- |
| Чоловіки | 135     | 31                 | 91               | 13                   |
| Жінки    | 135     | 24                 | 80               | 31                   |
| Разом    | 270     | 55                 | 171              | 44                   |